# Rankotea
Rankotea è un centro abitato sudafricano situato nella municipalità distrettuale di Bojanala Platinum nella provincia del Nordovest.

## Geografia fisica
Il centro abitato sorge a circa 10 chilometri a nord-est della città di Brits nei pressi di una grande miniera di vanadio.